# Municipio de Garden (Arkansas)
El municipio de Garden (en inglés: Garden Township) es un municipio ubicado en el condado de Woodruff en el estado estadounidense de Arkansas. En el año 2010 tenía una población de 17 habitantes y una densidad poblacional de 0,26 personas por km².

## Geografía
El municipio de Garden se encuentra ubicado en las coordenadas 35°4′44″N 91°24′6″O / 35.07889, -91.40167. Según la Oficina del Censo de los Estados Unidos, el municipio tiene una superficie total de 65.74 km², de la cual 63,94 km² corresponden a tierra firme y (2,74 %) 1,8 km² es agua.

## Demografía
Según el censo de 2010, había 17 personas residiendo en el municipio de Garden. La densidad de población era de 0,26 hab./km². De los 17 habitantes, el municipio de Garden estaba compuesto por el 88,24 % blancos, el 11,76 % eran afroamericanos. Del total de la población el 0 % eran hispanos o latinos de cualquier raza.